# Xuanquanzhi
Bei der Xuanquanzhi-Stätte (chinesisch 懸泉置遺址 / 悬泉置遗址, Pinyin Xuánquánzhì yízhǐ) in Dunhuang in der nordwestchinesischen Provinz Gansu ist eine bedeutende archäologische Stätte an der alten Seidenstraße.
Xuanquanzhi gilt als Chinas „älteste Poststation“. Hier wurde unter anderem ein auf Seide geschriebener 2000 Jahre alter Brief (18 × 8 cm) aus der Zeit der Han-Dynastie entdeckt, der ursprünglich aus dem Grenzgebiet ins Inland gelangen sollte. Auch bedeutende Papierfunde aus der Zeit der Westlichen Han-Dynastie stammen von hier.
Die Xuanquanzhi-Stätte steht seit 2001 auf der Liste der Denkmäler der Volksrepublik China (5-123) und ist seit 2014 Bestandteil der UNESCO-Welterbestätte mit dem Titel Seidenstraßen: das Straßennetzwerk des Chang'an-Tianshan-Korridors.